# Cryptanura fraternans
Cryptanura fraternans là một loài tò vò trong họ Ichneumonidae.